# Teatre Akadèmia
Teatre Akadèmia és una sala d'espectacles dedicada a funcions teatrals i de formació ubicada al barri de l'esquerra de l'Eixample de Barcelona, prop de la plaça Francesc Macià.

## Edifici
L'espai escènic comptava inicialment amb una entrada a través de l'immoble de l’avinguda Diagonal número 467. L'accés principal, actualment, és al carrer Buenos Aires número 49, per l'espai obert conegut com «La plaça», que eventualment també serveix d'espai escènic i per fer-hi presentacions a l'aire lliure. Al local hi havia originariàment la cotxera o aparcament de l'edifici residencial, construït a la dècada de 1930. Després de la reforma, la sala teatral té una àrea total d'uns 350 m², amb una capacitat màxima de noranta espectadors. Les dimensions generals de l'escenari són una amplada de 7 m entre les columnes de l'embocadura, una fondària de 5,5 m fins a les columnes, amb una profunditat d'un metre sota la passera, i una alçada fins a barres de 4,30 m. Amb parquet de fusta a tota l'àrea de la sala, i tots els murs pintats de blanc, manté ben visibles les columnes i els pilars de grans dimensions de l'espai original del garatge. Té una planta poligonal irregular, amb les zones de grades (plegables, mòbils) en tres espais que s'obren a un rectangle central com a espai escènic principal, amb una galeria-passera al fons.

## Activitat
El Teatre Akadèmia és un espai escènic, d'exhibició i de formació. És patrocinat per uns mecenes privats, The Nando and Elsa Peretti Foundation, que són també propietaris de l'edifici i promotors de la reforma. L'inici del projecte data de l'any 2004; des de 2006 s'emprenen les activitats (assajos i laboratoris), i és al març de 2010 quan s'inaugura el teatre amb l'espectacle Electra, de Sòfocles (amb direcció de Konrad Zschiedrich). En l'equip original del teatre, en una primera etapa fins a l'any 2017, hi va haver Mercè Managuerra a la direcció, conjuntament amb un equip que comptà, entre d'altres, amb noms com Boris Rotenstein. Entre els convidats que han passat per l'Akadèmia destaquen el director artístic del Workcenter of Jerzy Grotowski a Pontedera (Itàlia), Thomas Richards, i el director rus Anatoli Vasíliev, fundador de l'Escola d'Art Dramàtic de Moscou, que va tenir influència tant en la configuració de l'espai com en el programa i la filosofia del Teatre Akadèmia. Al llarg de la trajectòria de l'espai han destacat entre les seves activitats els cursos i seminaris organitzats per la Fundación AISGE, com «L'ús del monòleg interior», impartit per Krystian Lupa (2011), i «Shakespeare: el vers com a guia i motor per aconseguir significat i acció física», dirigit per Dugald Bruce Lockhart, de la Companyia Propeller (2013). Hi han treballat en residència i hi han presentat el seu treball companyies com Projecte Ingenu, Companyia Dei Furbi, Companyia de Moisès Maicas, Nexus Europa i Les Antonietes Teatre, entre d'altres. L'any 2015 es posà en marxa l'Associació Civil Teatre Akadèmia, que gestiona i dirigeix el teatre.